# Ламот-Лангон, Этьен Леон де
Этьен-Леон де Ламот-Лангон (фр. Étienne-Léon de Lamothe-Langon; 1786—1864) — французский писатель, уроженец Лангедока.
Более всего известен мемуарами-мистификациями, написанными от имени разных исторических лиц: графини Дюбарри, герцога де Ришельё, Людовика XVIII, Наполеона Бонапарта, знаменитой певицы Софи Арну и др. Написал также драму «Isabelle de Bavière» и несколько романов («Le Diable», «Monsieur le Préfet» и др.), из которых особенно любопытен трёхтомный готический роман «Вампирша» (фр. La Vampire; 1825)